# ポツダム・トロリーバス
ポツダム・トロリーバスは、かつてドイツのポツダムに存在したトロリーバス。1949年に開通したが、ドイツ再統一後の1995年に廃止された。

## 歴史
ポツダム市内東部にトロリーバスを建設する計画が立てられたのは第二次世界大戦中の1941年であった。戦時中の混乱の中でもポツダム市はトロリーバス運営のための資材や車両の調達に成功したが、終戦後作業は一時中断され、計画が再開されたのは1947年となった。そして1949年10月1日、バーベルスベルク地区（Babelsberg）に最初の路線が開通し、1957年までに計画されていた路線が全て開通した。同年時点でポツダム市内には3つの系統が存在し、15台のトロリーバス車両と6台のトレーラーバス（フルトレーラー）によって運行されていた。
その後、1960年代後半にもヴァルトシュタット地区（Waldstadt）への延伸計画が立ち上がったが資材不足が影響して実現せず、逆に1971年に都市開発による道路の移転に伴い一部区間が廃止され、1980年代に検討されたトロリーバス網の拡張計画も実現されずに終わった事から、以降は2系統のみで運行された。
ドイツ再統一後、高速列車・ICEの運行開始に伴い、ポツダム市内を走るドイツ鉄道の一部区間が電化される事になったが、その際にトロリーバスと交差する踏切において安全上の理由からトロリーバス側の架線を撤去する必要が生じる事となった。これに関しては1991年にディーゼル発電機を搭載した車両（デュオバス）を導入する事で対処したものの、同時期のトロリーバスは施設や車両の老朽化が深刻な課題となっており、多額の投資が必要となっていた。その結果、ポツダム市議会は路面電車（ポツダム市電）の整備や拡張を進める一方でトロリーバスについては廃止する方針を固めた。そして1995年1月16日、車両の状態悪化を理由にトロリーバスのほとんどの車両の運行が停止した。ディーゼル発電機を搭載したデュオバスについてはそれ以降も使用されていたが、2月2日の暴風雨の影響で架線が破損したため、この日をもって営業運転を離脱した。その後、残された架線などの施設は1999年までに撤去された他、デュオバスを含め最後まで使用された車両は国外各地のトロリーバス路線へ譲渡されている。